# Carlo Raffaele Marcello
Carlo Raffaele Marcello (Ventimiglia, Imperia, Italia, 16 de noviembre de 1929 - ibíd., 23 de diciembre de 2007), también conocido con sus seudónimos Raphaël, Marcello o Raphaël Marcello, fue un historietista italiano, muy activo en su país y en Francia.

## Biografía
A los 19 años de edad se mudó a París. Aquí dibujó Loana et le masque chinois y Nick Silver para la agencia Sagédition. En 1950 empezó su colaboración con Opera Mundi, que le encargó las versiones en historietas de clásicos de la literatura como Ben Hur o Jane Eyre; además ilustró la Biblia, La Découverte du Monde y L'Histoire de Paris. Desde 1955 hasta 1970 realizó Le Cavalier inconnu, publicado en la revista Pépito. A mediados de los años 1950 colaboró brevemente con la revista IMA, l'ami des jeunes. Desde 1956 comenzó a trabajar con Mondial-Presse, ilustrando versiones en historietas de varias novelas.
Otros trabajos franceses de Marcello aparecieron en Bugs Bunny (Bob Franck), Lisette, Monty (Canadian Boy), Mireille (Mylène, Danseuse Étoile), L'Intrépide/Hurrah (Le Diamant Noir) y Rintintin. En 1970 creó con el guionista Jean Ollivier el personaje Docteur Justice para el semanal Pif Gadget. Colaboró con el español Víctor Mora en la versión en historieta de la serie de televisión inglesa The Persuaders!. Además ilustró las series Taranis (con Ollivier y Mora), Tarao (con Roger Lécureux) y La Guerre du feu (con Rosny). Con Raymond Maric realizó, en particular, las series John Parade, Patrouilleur de l'Espace (Le journal des Pieds Nickelés) y Cristal (Le journal de Spirou en 1981). Entre 1977 y 1980 trabajó para Larousse ilustrando algunos libros de L'Histoire de France en bandes dessinées, La Découverte du Monde e Histoire du Far West. En 1988 dibujó el cómic Michael Jackson story para Hachette y L'épopée du Paris Saint-Germain para Albin Michel.
En 1991 volvió a Italia y se incorporó a los equipos de dos historietas de la editorial Bonelli, Tex y Zagor, además de dibujar para la revista Il Giornalino y las portadas de Zorro para la Walt Disney Italia.